# Samanunu Cakobau-Talakuli
Adi Litia Samanunu Cakobau-Talakuli, née vers 1940 et morte le 11 juin 2012, est une cheffe autochtone, femme politique et diplomate fidjienne.

## Biographie
Elle est l'aînée des enfants de Ratu George Cakobau, gouverneur général des Fidji de 1973 à 1983 et Vunivalu (grand chef) de la confédération Kubuna, le plus important des titres coutumiers de l'archipel,. Elle est ainsi l'arrière-arrière-petite-fille de Ratu Seru Epenisa Cakobau, premier et dernier roi autochtone des Fidji de 1871 à 1874.
Elle épouse Ratu Manasa Talakuli, un chef de la province de Tailevu et un militaire. Élue à la Chambre des représentants pour le parti conservateur autochtone Soqosoqo ni Vakavulewa ni Taukei aux élections de 1994, elle est la ministre des Affaires autochtones dans le gouvernement du Premier ministre Sitiveni Rabuka de 1994 à 1995. En 1999, elle est nommée haute commissaire (ambassadrice) des Fidji en Malaisie, et conjointement ambassadrice non-résidente auprès de la Thaïlande.
À l'issue des élections de 2006 elle est nommée membre du Sénat en juin par le Premier ministre Laisenia Qarase, et conjointement ministre sans portefeuille dans son gouvernement. Elle n'y siège toutefois que quelques mois, son mandat étant interrompu par le coup d'État militaire en décembre qui dissout le Parlement. Elle meurt en juin 2012 à son domicile à Nakelo, village fief de la chefferie de son époux, à l'âge de 72 ans.